# Empereurs illyriens
 (août 2020).
Si vous disposez d'ouvrages ou d'articles de référence ou si vous connaissez des sites web de qualité traitant du thème abordé ici, merci de compléter l'article en donnant les références utiles à sa vérifiabilité et en les liant à la section « Notes et références ».
On nomme empereurs illyriens la série d'empereurs romains qui gouverna l'Empire romain entre 268 et 285. Ce nom provient de l'origine géographique de la majorité des empereurs qui la composent. Ils sont en effet majoritairement originaires (7 sur 9 empereurs) d'Illyrie, région dont la délimitation pose quelques problèmes. Elle correspond grosso modo aux territoires compris entre le moyen Danube et la mer Adriatique. Cette région fut tardivement romanisée. Elle était réputée pour ses excellents soldats, frustes mais courageux. En Illyrie (au sens géographique) stationnait en effet la plus puissante des armées romaines, chargée de veiller sur le Danube (près de 12 légions, soit 130 000 hommes). Cela explique l'importance continue des Illyriens, et plus précisément des Pannoniens, dans l'histoire de l'Empire — nombreux sont les empereurs à être nés sur place. L'ascension de ces soldats illyriens est une conséquence des mesures de l'empereur Gallien (260-268) qui ouvrit l'accès des hauts commandements militaires aux officiers les plus compétents, alors qu'il était auparavant réservé aux membres de l'ordre sénatorial. Issus des plus hauts grades, et proclamés par leurs troupes, on cite parmi ces empereurs Claude le Gothique (268-270), Aurélien (270-275), Probus (276-282).
Malgré la brève durée de cette période, elle est importante à plus d'un titre. Tout d'abord ce sont les Illyriens qui mettent fin aux désordres de l'Anarchie militaire qui, depuis la mort de Sévère Alexandre, multipliait empereurs et usurpateurs. La deuxième caractéristique de ces empereurs est leur origine : ce sont tous des soldats expérimentés. Cela provient de la nature même du poste d'empereur. Une évolution s'est faite depuis Auguste. L'empereur n'est plus un magistrat mais un véritable chef de guerre. On attend de lui qu'il conduise l'armée là où les Barbares menacent. Conséquence des troubles, des invasions, le trône ne sera plus détenu, à certaines exceptions près, que par des militaires de carrière, faisant ainsi de la pourpre impériale non plus une magistrature mais le poste militaire suprême dans la carrière des armes. Et c'est précisément sous les empereurs illyriens que ce trait dominant apparaît, notamment chez Aurélien qui défit durant son règne l'Empire des Gaules et le Royaume de Palmyre, tous deux entrés en sécession.

## Liste des empereurs illyriens
- Claude le Gothique, ayant régné de 268 à 270, originaire de Pannonie inférieure (c'est-à-dire de la région illyrienne)
- Quintillus, ayant régné d'août 270 à octobre 270, originaire de Mésie (région illyrienne)
- Aurélien, ayant régné de 270 à 275, originaire de Pannonie (région illyrienne)
- Marcus Claudius Tacite, ayant régné de 275 à 276, originaire de l'Ombrie
- Florien, ayant régné d'août 276 à septembre 276, originaire peut-être de l'Ombrie également
- Probus, ayant régné de 276 à 282, originaire de Pannonie (région illyrienne)

Empereurs classiquement inclus dans la liste, hypothèse ensuite réfutée :
- Carus, ayant régné de 282 à 283, originaire de Narbo Martius (Narbonne)
- Numérien, ayant régné de 283 à 284, fils de Carus
- Carin, ayant régné de 284 à 285, autre fils de Carus

Autres empereurs d'origine illyrienne :
- Dioclétien ayant régné de 284 à 305
- Constance Chlore, ayant régné de 305 à 306,
- Maximien Hercule ayant régné de 286 à 305
- Galère ayant régné de 305 à 311
- Constantin Ier ayant régné de 306 à 337
- Maximin Daia ayant régné de 308 à 313
- Jovien ayant régné de 363 à 364
- Valentinien Ier ayant régné de 364 à 375
- Valens ayant régné de 364 à 378
- Gratien ayant régné de 375 à 383
- Valentinien II ayant régné de 375 à 392
- Marcien ayant régné de 450 à 457
- Anastase Ier ayant régné de 491 à 518
- Justin Ier ayant régné de 518 à 527
- Justinien Ier ayant régné de 527 à 565